# 永田橋
永田橋（ながたばし）は、東京都福生市北田園二丁目 - あきる野市草花の多摩川に架かる東京都道29号立川青梅線（永田橋通り）の橋長244.3 m（メートル）のスペーストラス橋。

## 概要
本橋では架替時に経済性や景観性などの観点から国内で初めて鋼とPCの複合橋であるスペーストラス橋が採用された。スペーストラス橋とは鋼部材である下弦材とコンクリート部材である上床版を鋼トラス材によって3次元的に結合したトラス構造の橋梁であり、波形鋼板ウェブ橋の波形鋼板ウェブを鋼トラスに置き換えた合理化複合トラス橋をさらにコンクリート下床版を鋼製の下弦材に置き換えた構造となっている。1990年にフランスのロワーズ橋で初めて採用され、日本国外では10橋近い実績があるが、国内の道路橋では本橋が初めてであった。本橋の上床版は主方向、横方向ともに床版内にPC鋼材が配置された場所打ちPC床版となっている
- 形式 - PC4径間連続スペーストラス橋
- 活荷重 - B活荷重
- 道路規格 - 第4種第1級
- 設計速度 - 60 km/h
- 橋長 - 244.300 m
  - 支間割 - 60.000 m + 2×60.300 m + 62.100 m
- 幅員
  - 総幅員 - 16.800 m
  - 有効幅員 - 16.000 m
  - 車道 - 9.000 m
  - 歩道 - 両側3.500 m
- 橋台 - 逆T式橋台（直接基礎）2基
- 橋脚 - 小判形壁式橋脚（ニューマチックケーソン基礎）3基
- 設計 - セントラルコンサルタント
- 施工 - フジタ（下部工）川田建設（上部工）
- 架設工法 - 固定式支保工架設工法

## 歴史
1734年（享保19年）に作成された福生村指出し明細帳に渡しの記載がある。1875年（明治8年）9月に官許の渡場となった。さらに1888年（明治21年）の福生村村誌稿に福生渡は毎年11月より3・4月の頃までに幅6尺の橋を架けていたことが記されていた。
昭和10年代には木橋となったものの、1947年（昭和22年）9月15日にキャスリン台風のため永田橋が流失した。当時の福生には、横田基地が存在したことから仮橋としてコンクリート橋脚の橋長151.00 m、幅3.6 mの板橋を1949年（昭和24年）架設した。
その後、木材の腐食が進んでいたことから、東京都は都道95号五日市所沢線の改修工事として永田橋、長さ241.50 m、幅6 mの新橋を1957年（昭和32年）9月着工し、1961年（昭和36年）3月に新設道路全体を含め総工費1億760万円を費やして完成した。
約50年に渡り利用されたこの橋も、交通量の増大により車道幅員が狭小となっており、老朽化も進んでいたことから架替事業が東京都により事業化され、2003年（平成15年）3月から2005年（平成17年）3月までの期間で計画・設計を実施し、2006年（平成18年）11月から仮橋着手、2007年（平成19年）11月から旧橋撤去に着手した。建設は2008年（平成20年）11月に下部工着手し、上部工は2009年（平成21年）11月に着手し、2010年（平成22年）8月に竣工した。その後橋面工を実施し、2011年（平成23年）3月26日に供用開始した。

### 旧橋の諸元
- 形式 - PC4径間連続桁橋2連
- 活荷重 - 一等橋
- 橋長 - 241.5 m

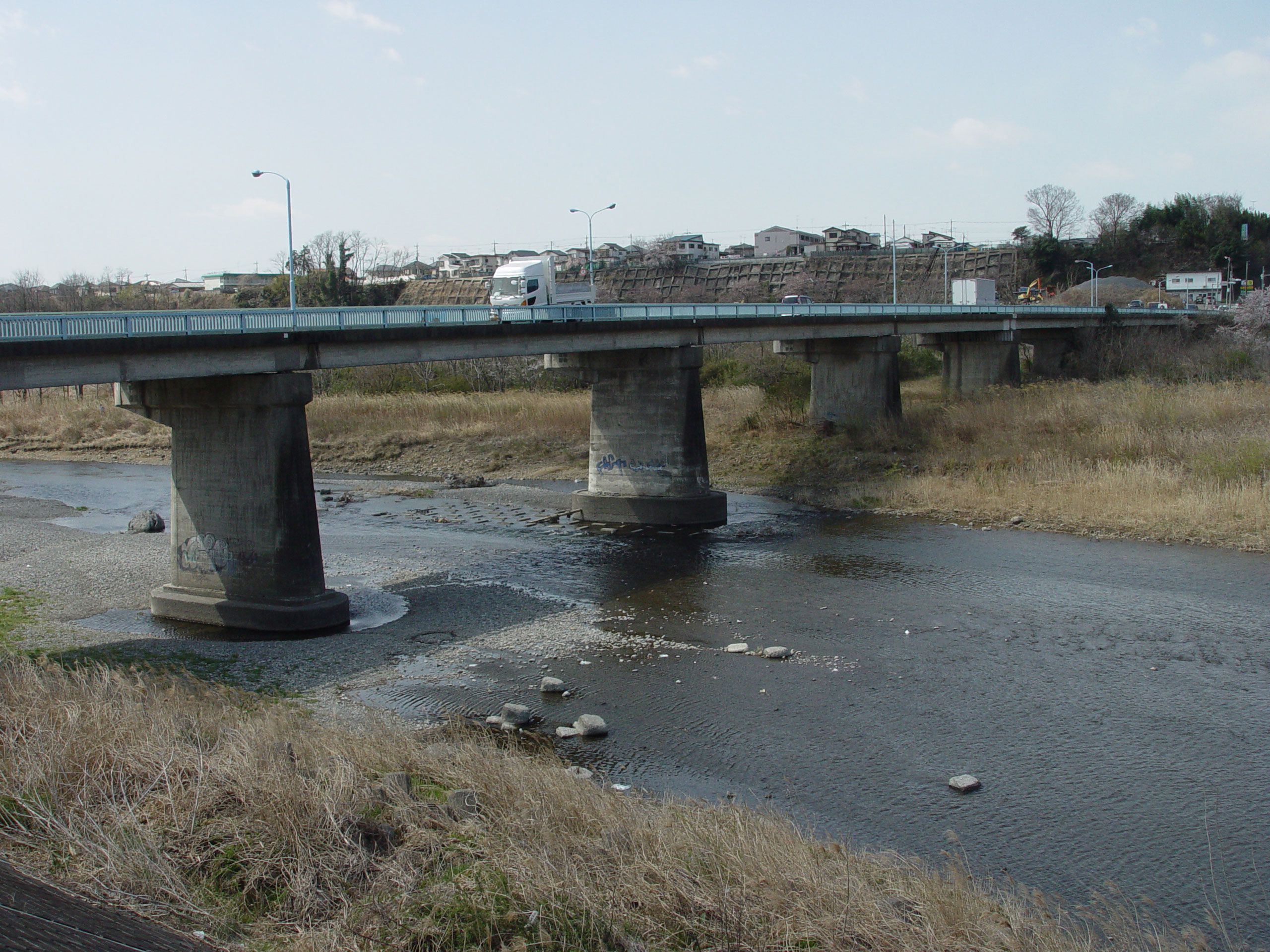
永田橋旧橋

  - 支間割 - 2× (4×30 m)
- 幅員 - 6.0 m
- 橋台 - 鉄筋コンクリート造（井筒基礎）2基
- 橋脚 - 鉄筋コンクリート造（井筒基礎）7基
- 施工 - 北海道ピー・エス・コンクリート[注釈 1]（左岸側桁）・東亜コンクリート（右岸側桁）
- 架設工法 - BBRV工法
- 事業費 - 81495000円